# Tiron biocellata
Tiron biocellata är en kräftdjursart som beskrevs av J. L. Barnard 1962. Tiron biocellata ingår i släktet Tiron och familjen Synopiidae. Inga underarter finns listade i Catalogue of Life.